# VELOX
Die Velox GmbH (Eigenschreibweise VELOX GmbH) war ein Handelsunternehmen, gegründet 1993 von N. Max Schlenzig und Bernard Goursaud, im Bereich der Spezialchemie. Velox hatte vier Produktsparten (Kunststoff, Additive, CASE-Farben- und Lackindustrie, Composites) – die letzte Sparte kam 2012 dazu, als Velox das Composites-Geschäft von Azelis übernahm. Der Firmensitz des Unternehmens befand sich in Hamburg. Seit September 2018 gehört Velox zu IMCD.

## Geschichte
Die Velox GmbH wurde 1993 in Hamburg als Distributor von Kunststoffen gegründet. Noch im selben Jahr erfolgte die Unterzeichnung der ersten Vertriebspartnerschaft mit BP (INEOS Barex) für die Distribution von Barex. 
1995 wurde eine Kooperation mit Asahi Kasei für die europaweite Distribution von Asaclean, Tufprene und Asaflex gestartet und eine eigene Kunststoffabteilung gegründet.
Im Jahr 1997 eröffnete das Unternehmen Vertriebsbüros in Italien und Benelux. 1998 wurde eine Kautschuk- sowie Farben-& Lackabteilung eingerichtet. 1999 folgte die Gründung der Vertriebsbüros in Frankreich, Spanien und dem Vereinigten Königreich; 2004 kamen die Vertriebsbüros in Polen, Ungarn, Tschechien und der Türkei hinzu.
Im Jahr 2006 erfolgte die Unterzeichnung der Vertriebspartnerschaft mit Lubrizol (vormals Noveon) für Estane, Estaloc, Tecothane und Tecoflex.
2007 wurde Velox Skandinavien mit Sitz bei Göteborg in Schweden gegründet.
Durch die Gründung der Additivabteilung wurden im Jahr 2009 die Aktivitäten aus den Bereichen Kunststoffadditive und Kautschuk zusammengeführt.
2011 wurde die Abteilung Business Development gegründet. 2012 folgte die Eröffnung der Vertriebsbüros in Rumänien und Österreich. zudem wurde die Composites-Abteilung mit ca. 50 Mitarbeitern in 12 europäischen Ländern eingerichtet.
2013 erfolgten die Gründung von Velox China Ltd. und die Unterzeichnung des Joint Ventures zwischen Velox und Shanghai Limited Ltd. Im gleichen Jahr erfolgte die Unterzeichnung des Joint Ventures mit der Alpomid GmbH & Co. KG für die Distribution der Composites-Produkte in Deutschland. Zudem wurde die Composites Velox GmbH gegründet. 
Im Jahr 2015 wurde mit Advanc3D Materials ein Joint Venture unterzeichnet.
2017 wurde „PrimeTec“ eingeführt, eine Marke für maßgeschneiderte Kunststofflösungen und Neuentwicklungen. Ebenfalls 2017 erfolgte die Eröffnung eines Vertriebsbüros in Russland.
Am 29. August 2018 wurde bekannt gegeben, dass die Velox GmbH und alle Tochtergesellschaften an die niederländische IMCD N.V. verkauft wurden. Seit Oktober 2019 ist die Velox komplett in IMCD integriert.

## Standorte
Die Velox GmbH war neben Hamburg mit Büros in folgenden 17 Ländern vertreten:
China, Dänemark, Finnland, Frankreich, Großbritannien, Italien, Niederlande, Norwegen, Österreich, Polen, Portugal, Rumänien, Russland, Schweden, Spanien, Tschechien, Türkei.